# Eucalyptus polyanthemos
Espèce
Classification phylogénétique
Eucalyptus polyanthemos est une espèce de plantes à fleurs de la famille des Myrtaceae. C'est un arbre originaire du sud-est de l'Australie.

## Description
Il mesure entre 7 et 25 m de haut et a des fleurs blanches qui apparaissent entre septembre et janvier.

## Galerie

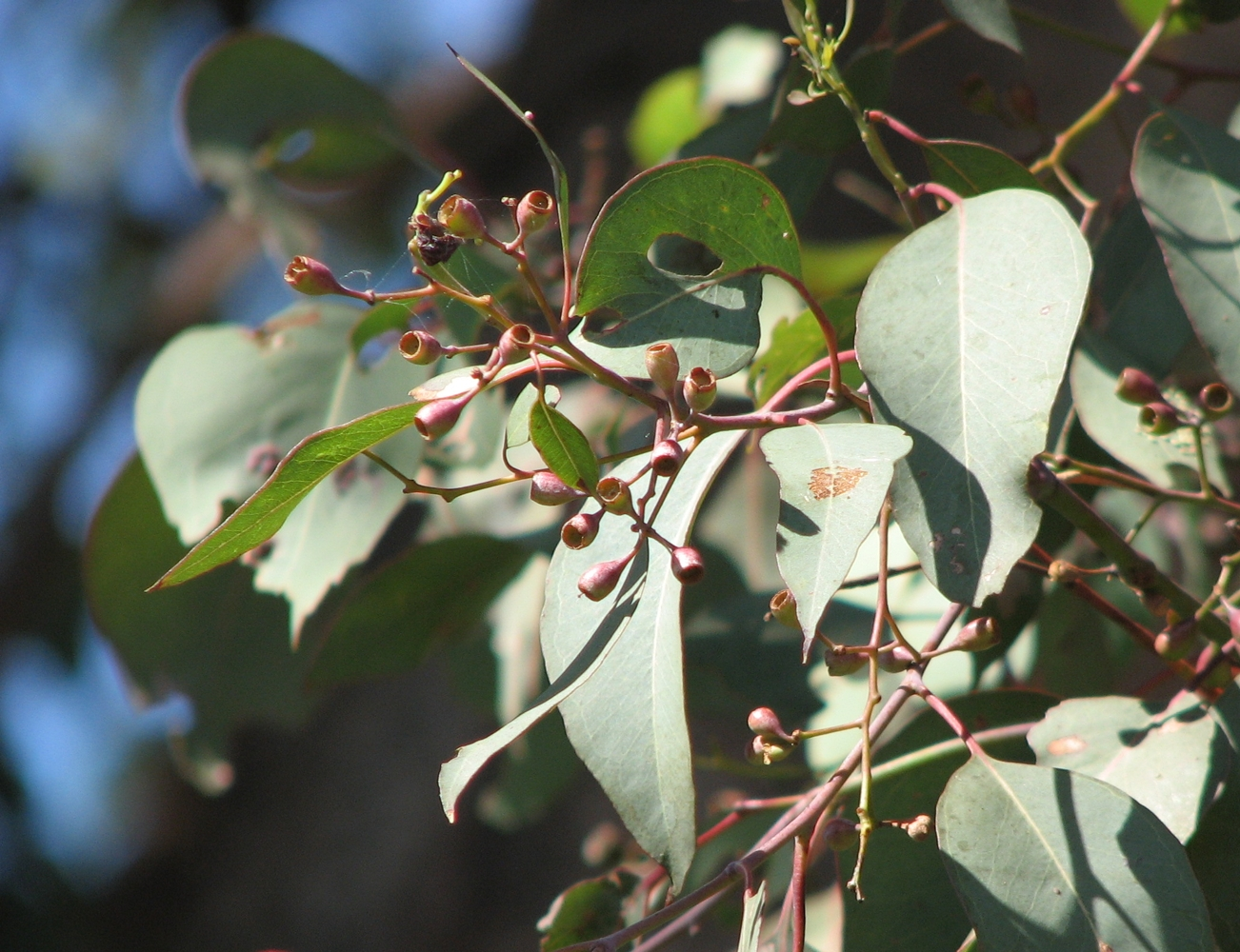
Feuilles adultes.
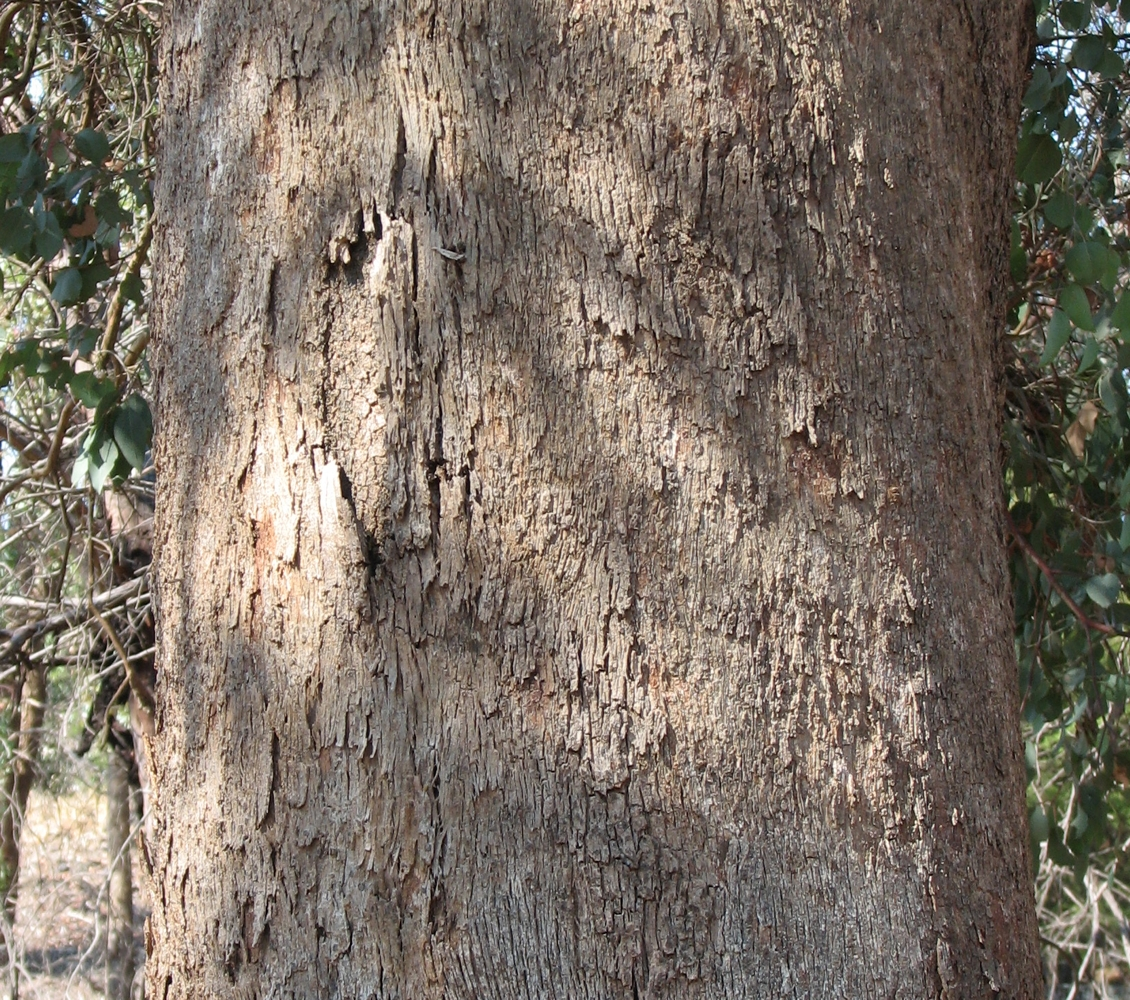
Écorce.

## Liste des espèces et sous-espèces
Selon World Checklist of Selected Plant Families (WCSP) (20 janv. 2011) :
- Eucalyptus polyanthemos Schauer (1843)
  - sous-espèce Eucalyptus polyanthemos subsp. longior Brooker & Slee (1996)
  - sous-espèce Eucalyptus polyanthemos subsp. marginalis Rule (2004)
  - sous-espèce Eucalyptus polyanthemos subsp. polyanthemos
  - sous-espèce Eucalyptus polyanthemos subsp. vestita L.A.S.Johnson & K.D.Hill (1990)

## Répartition et habitat
Les différentes sous-espèces sont originaires du Victoria et de Nouvelle-Galles du Sud.
Il a été implanté en Californie.